# Danish Siregar
Danish Siregar  (* 1. März 2003 in Singapur), mit vollständigen Namen Muhammad Danish Siregar, ist ein singapurischer Fußballspieler.

## Karriere
Danish Siregar erlernte das Fußballspielen in der National Football Academy in Singapur. 2019 wechselte er zu den Tampines Rovers. Der Verein spielte in der ersten Liga, der Singapore Premier League. In seiner ersten Saison kam er im Reserveteam zum Einsatz. Ab 2020 spielte er in der ersten Mannschaft. Den Singapore Community Shield gewann der Klub 2020. Das Spiel gegen Hougang United gewann man mit 3:0. Sein Erstligadebüt gab er am 4. Spieltag (18. März 2020) im Spiel gegen die Lion City Sailors. Hier wurde er in der 87. Minute für Boris Kopitović eingewechselt.

## Erfolge
Tampines Rovers
- Singapore Community Shield: 2020